# Nicolas Jacques Antoine Vestier
Nicolas Jacques Antoine Vestier, Nicolas Vestier, est un architecte français né à Paris le 25 mai 1765, mort à Paris le 4 avril 1816.
Il était le fils du peintre Antoine Vestier et le père des architectes Archimède Vestier et Phidias Vestier.

## Biographie
Son père le destinait à la peinture. Il a donc d'abord été l'élève de son père, puis est entré dans l'atelier de Nicolas Guy Brenet à l'Académie royale de peinture en 1780.

Il change d'orientation dès 1781 pour se former à l'architecture. Il est admis dans la classe de Nicolas Maris Potain dans laquelle il reste jusqu'en 1790.
Il n'a remporté aucune récompense de l'Académie et il a dû se former sur les chantiers dirigés par Nicolas Lenoir le Romain, peut-être François-Joseph Bélanger et François-Nicolas Trou dit Henry.
Il apparaît au moment de la Révolution comme architecte sur plusieurs opérations immobilières :
- au no 71 de la rue Caumartin,
- aux no 2 et 4 de la rue de la Chaussée-d'Antin, l'immeubles de De Pestre, en 1792,
- au projet, puis au début de la réalisation de la rue des Colonnes, entre 1792 et 1794,
- aux no 24 et 26 du boulevard Poissonnière,
- au no 15 de la rue Martel.

Au moment de la Terreur, il doit abandonner la direction architecturale de la rue des Colonnes bien que l'exécution ait dû continuer suivant ses plans initiaux. Ce départ est dû à sa trop grande proximité avec Jean-Baptiste Saint-Jean dit Evrard, un des affairistes du projet, condamné à mort par le tribunal révolutionnaire en 1794, soit à son mariage en 1793 avec Marie-Françoise Ponson du Terrail de Bayard pour la sauver du tribunal révolutionnaire. Au moment de son mariage, 28 ans, il possède une fortune de 72 000 livres qui est le résultat de ses opérations spéculatives immobilières.
Il réapparaît pendant le Premier Empire :
- en 1806, il fait un projet de théâtre pour Louis-François Ribié, boulevard du Temple,
- en 1808-1809, il réalise le passage Delorme dont une des entrées se trouvait rue de Rivoli.

En 1806, Nicolas Vestier est nommé architecte départemental d'Eure-et-Loir où il réalise de petits travaux et son chef-d'œuvre, l'église Saint-Étienne de Meslay-le-Vidame construite entre 1810 et 1816.
À partir de 1810, il est l'architecte de la maison d'éducation de la Légion d'honneur située au mont Valérien et finalement remplacé par une caserne (cf. « Histoire de Suresnes »).
Il est mort à Paris, rue de Bondy. Joseph Bénard qui l'a remplacé sur l'opération de la rue des Colonnes est mort dans la maison mitoyenne.